# TSV St. Omar-St. Gallen
El TSV St. Omar-St. Gallen és una entitat esportiva suïssa fundada el 1924 a la ciutat de Sankt Gallen. L'equip d'handbol, el que més renom ha aconseguit de l'entitat, es fundà el 1934. Ha guanyat set Lligues suïsses (1971, 1973, 1974, 1981, 1982, 1986 i 2001); i quatre Copes de Suïssa (1980, 1981, 2000 i 2001). El període més destacat d'aquest equip fou la final de la Copa d'Europa d'handbol de 1982 en la qual l'equip suís caigué derrotat enfront del SC Honvéd Budapest.